# Lago de Alzasca
O Lago de Alzasca é um lago lago no cantão de Ticino, na Suíça. Sua superfície é de 0,1 km ².